# سيليصوريات
سيليصوريات (الاسم العلمي: Silesauridae)، وهي فرع حيوي منقرض من ديناصوريات الشكل من العصر الثلاثي التي تتكون من أقارب الديناصورات المعروفة. وكما هو مبين في محتويات النجو المتحجر، فإن بعض السيليصوريات مثل السيليصور قد تكون آكلات للحشرات، وتتغذى بشكل انتقائي على الخنافس الصغيرة والمفصليات الأخرى.